# Aluminiummetaphosphat
Das Aluminiummetaphosphat (Summenformel Al(PO3)3) ist eine chemische Verbindung, die im festen Aggregatzustand in Form tetragonaler oder monokliner Kristalle vorliegt. Tetragonales Al(PO3)3 enthält tetramere Anionen (PO3)44−. Die monokline Form enthält unendliche Ketten eckenverknüpfter Tetraeder.

## Eigenschaften
Sowohl in Basen und Säuren, als auch in Wasser ist es unlöslich. Seine Dichte weicht von der des ortho-Typs ab und beträgt 2,78 g·cm−3.

## Synthese
Das Metaphosphat ist aus Aluminiumhydroxid mit Orthophosphorsäure bei etwa 300 °C darstellbar.
{\displaystyle \mathrm {Al(OH)_{3}+3\ H_{3}PO_{4}\longrightarrow Al(PO_{3})_{3}+6\ H_{2}O} }

## Verwendung
Aluminiummetaphosphat ist Bestandteil von Glasuren, Emails, Gläsern, temperaturbeständigen Isoliermassen und Molekularsieben.